# جدول کنترل رسانه

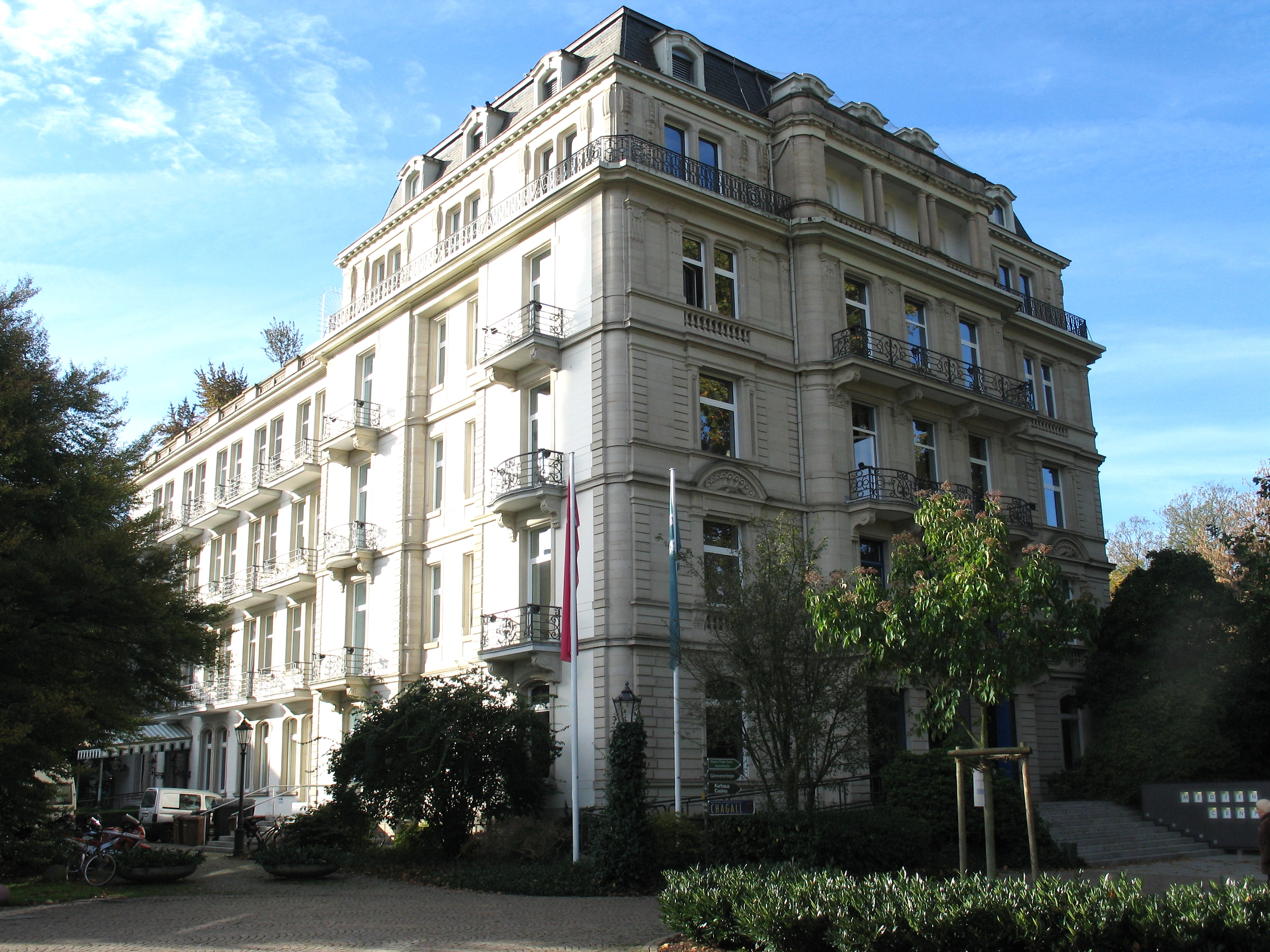
ساختمان سازمان نظارت بر رسانه آلمان

منشورِ پایشِ رسانه جدول رسمی تک‌آهنگ‌های آلمان است.